# Un tuffo nel passato (film 2000)
Un tuffo nel passato (Rip Girls) è un film per la televisione del 2000.

## Produzione
Il film è stato girato a Queensland in Australia.

## Trama
Sydney Miller, una ragazzina di 13 anni, rivisita la sua casa natale e scopre la propria forza interiore attraverso il surf e le altre ricchezze che l'isola le ha da offrire. Durante il suo soggiorno alle Hawaii, scopre perché suo padre l'ha fatta tornare: la ragazzina ha ereditato una grande porzione del terreno nell'isola che è stata pensato per essere di pubblico dominio. Una catena di alberghi però vuole comprare il terreno e chiudere le spiagge per i surfisti. Così Sidney, una volta scoperta la verità su sua madre e il suo passato, e scoperta la bellezza dell'isola, decide non vendere la terra.

## Premi
Nel 2001  Camilla Belle e Stacie Hess furono nominati agli Young Artist Award come Best Performance in a TV Movie (Drama) e, rispettivamente, come Leading Young Actress e Supporting Young Actressy.